# Викари, Джеймс
Джеймс Макдональд Викари (англ. James McDonald Vicary; 30 апреля 1915, Детройт — 7 ноября 1977) — американский маркетолог, создатель и исследователь гипотезы о 25-м кадре.
В 1957 году провёл в кинотеатрах Нью-Джерси эксперимент. Во время показа триллера «Пикник» в моменты смены кадра с помощью дополнительного проектора демонстрировались кадры скрытой рекламы, такие как «Кока-кола», «Ешьте попкорн». Такой способ получил название 25-го кадра, так как в кинофильме кадры сменяются 24 раза в секунду. Фильмы со скрытой рекламой показывались на протяжении всего лета 1957 года. По заявлению самого Викари, продажа кока-колы в буфете кинотеатра повысилась на 17 %, а попкорна — на 50 %. Затем Джеймс Викари запатентовал эту технологию и открыл компанию по сублиминальной рекламе в фильмах.
Уже в 1958 году наличие психологического эффекта сублиминальной рекламы было официально опровергнуто Американской психологической ассоциацией. В 1962 Викари заявил, что результаты эксперимента были им сфабрикованы. Тем не менее, миф об «эффекте 25-го кадра» оказался очень живучим; попытки использовать технологию Викари продолжаются и по сей день.

## Публикации
- "How Psychiatric Methods Can be Applied to Market Research", Printer's Ink[англ.], v. 235, no. 6, May 11, 1951, pp. 39–48.
- "Seasonal Psychology", Journal of Marketing[англ.], April 1956
- "The Circular Test of Bias in Personal Interview Surveys." Public Opinion Quarterly[англ.] 19, no. 2, Summer 1955 215-218